# 微光 (小說)
《微光》（英語：The City of Ember）是美國作家琴娜·杜普洛所寫的科幻小說，《黑暗之光》系列小說的首部曲，於2003年出版。在2008年時被改編為同名電影。

## 情節概要
位於地底深處的微光市由一群被稱為「建築師」的專業人士建立，讓居民能在此生活兩百年，以躲避地面上的災難。建築師們交給微光市首任市長一個裝有指示的上鎖盒子，這個盒子在市長之間代代相傳。第七任市長為了尋找治癒流感的方法而試圖打開盒子，但未能成功，他死前未能及時將盒子交給下任市長。
微光市建立241年後，已面臨永久停電及糧食短缺的危機。少女莉娜·梅弗立特與少年杜恩·哈洛從學校畢業後，兩人私底下交換了工作，莉娜如願成為信使，杜恩則到地下管道工作。一次莉娜的小妹妹波琵無意中發現盒子內的那份指示文件，莉娜與杜恩仔細研究這份文件，認為它是一份教導居民如何走出微光市的指引。不久後莉娜的奶奶去世，莉娜帶著波琵搬進鄰居慕鐸太太家。而杜恩在工作時發現柯爾市長正與儲藏室工人盧波合謀偷竊食物，莉娜得知此事後便向守衛報案，卻招來市長的通緝。莉娜、杜恩和波琵按照指示文件內容，乘船越過微光市旁的河流，經過漫長而艱辛的攀爬後，他們終於來到地面上，並第一次意識到微光市原來是一座地下城市。莉娜與杜恩寫了一封短信並將其投向地下深處的微光市，希望居民們都能跟著一起離開即將面臨毀滅的微光市，最終慕鐸太太發現了這封信。

## 登場人物
- 莉娜·梅弗立特
- 杜恩·哈洛
- 柯爾市長：微光市腐敗的市長
- 慕鐸太太：莉娜的鄰居
- 波琵·梅弗立特：莉娜的親妹妹
- 盧波：麗茲的男友，為市長做事
- 麗茲：莉娜的好友，與盧波交往

## 創作
《微光》 是杜普洛構思多年的小說，初稿在1980年代後期就已寫完，杜普洛當時把手稿暫時擱在一邊。當J·K·羅琳的《哈利波特》系列小說大獲成功之後，杜普洛從《哈利波特》中得到啟發，重寫了《微光》，使書中角色變得更加生動，並在2003年將其出版。

## 獲獎
- 2006年 馬克·吐溫獎（英语：Mark Twain Readers Award）
- 2006年 威廉·艾倫·懷特兒童圖書獎（英语：William Allen White Children's Book Award）[2]

## 改編作品
改編電影《微光城市》於2008年10月上映。由吉爾·基能導演，比爾·莫瑞飾演柯爾市長，瑟夏·羅南飾演莉娜，哈利·崔德威飾演杜恩。電影在北愛爾蘭的貝爾法斯特拍攝。杜普洛並沒參與電影劇本的寫作。

## 外部連結
- 作者琴娜·杜普洛的官方网站 （页面存档备份，存于）（英文）